# Гричанова, Галина Сигизмундовна
Галина Сигизмундовна Гричанова — российская художница, работающая в жанре авторской куклы. Лауреатка международных выставок Кукольная феерия, Ребро Евы.

## Биография
Родилась 17 февраля 1955 года в Ленинграде в семье заслуженного изобретателя РСФСР, инженер-конструктора Сигизмунда Викентьевича Малиновского.
В 1980 году окончила Лесотехническую Академию. Работала во Всесоюзном институте защиты растений и Лесотехнической Академии (в том числе директором студгородка).
С 1991 года художница работает над созданием авторских кукол из текстиля в исторических костюмах как в жанре классической интерьерной куклы, так и в жанре барельефной текстильной куклы. У неё есть работы и на основе других материалов: папье-маше, различных пластик и дерева.
Художницей выполнены портреты некоторых знаменитостей: Николая Цискаридзе, Авигдора Либермана, Льва Карлина и др., которые находятся в персональных коллекциях этих людей.
Из большого количества работ художницы следует выделить цикл По мотивам воспоминаний о прекрасном (постмодернистские эксперименты), в который входят авторские интерпретации известных художественных и литературных произведений. Но основным направлением художницы всё же являются кукольные портреты, которые носят шаржевый характер.
Помимо создания собственных произведений Галина занимается и реставрацией винтажных кукол.

## Галерея

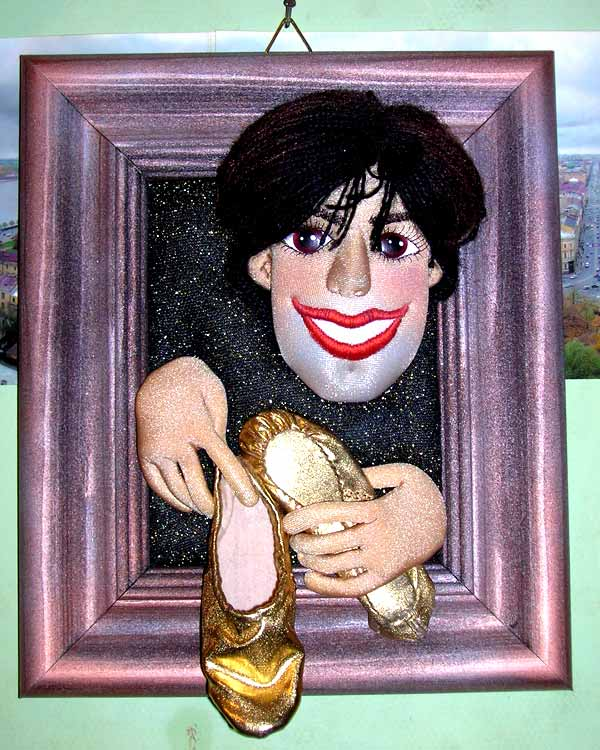
Николай Цискаридзе
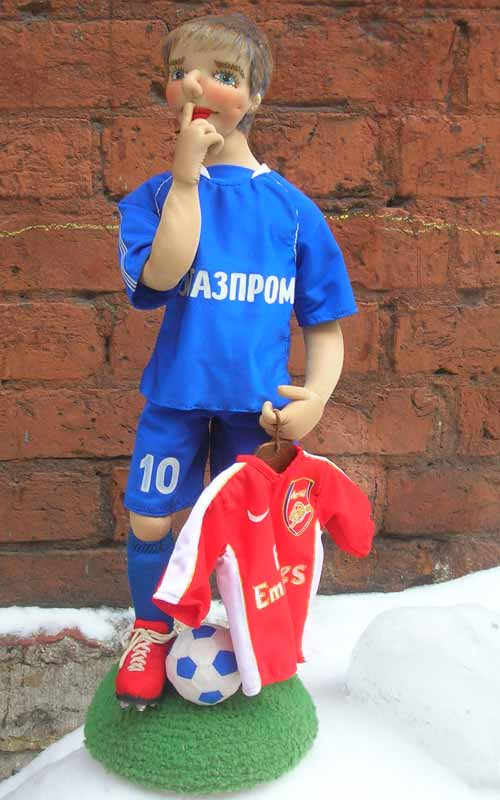
Андрей Аршавин
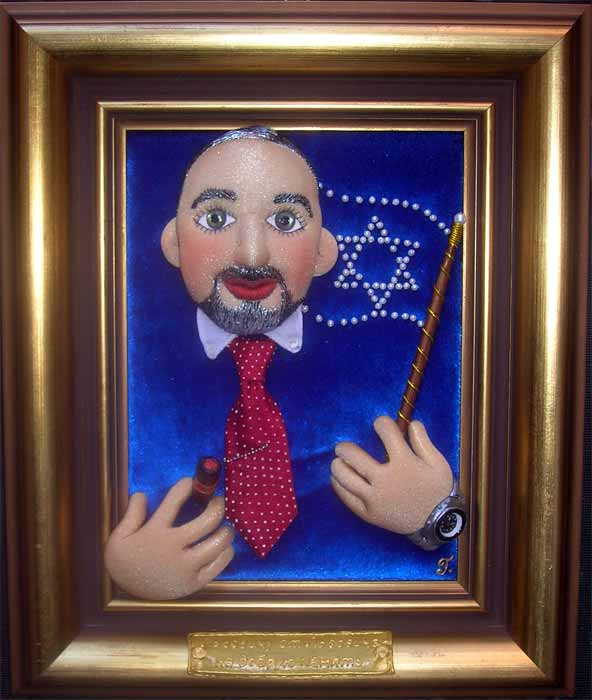
Авигдор Либерман
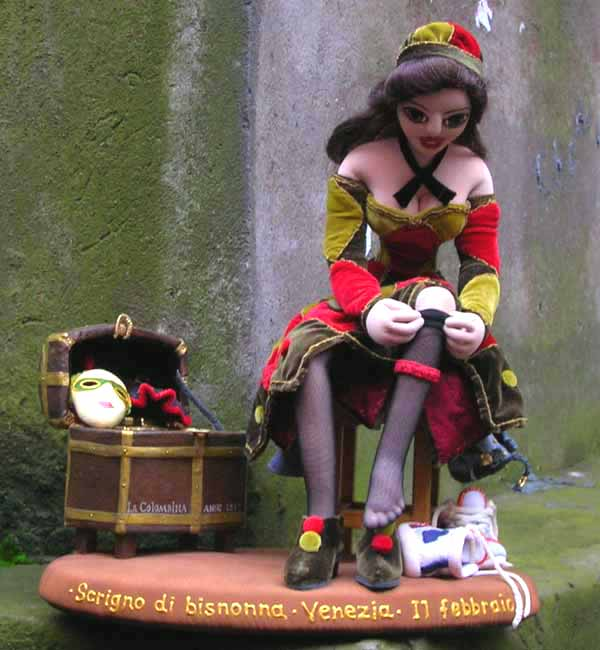
Прабабушкин сундук. Венеция. Февраль
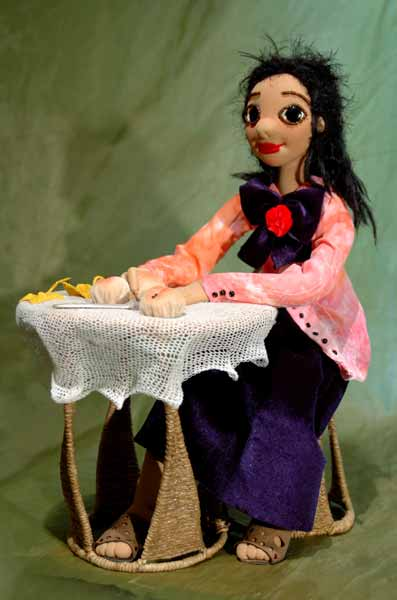
Девочка с персиками (из цикла "По мотивам воспоминания о прекрасном")
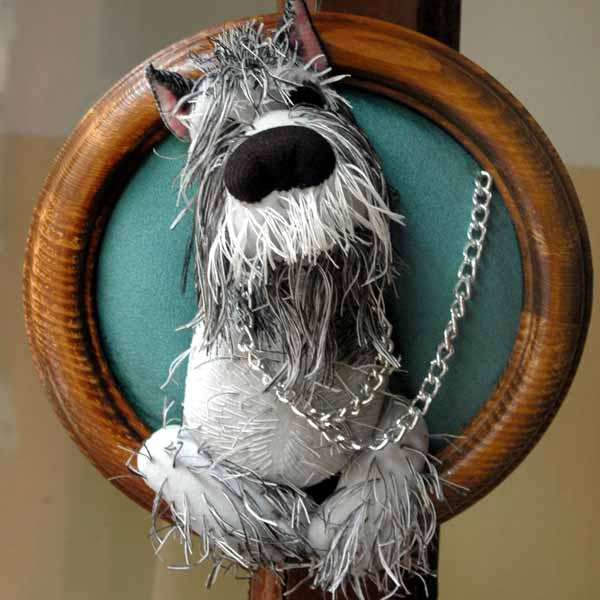
Миттельшнауцер

## Выставки
- Кукольная феерия
- Ребро Евы
- Кума

## Награды
- Лауреатка выставки Кукольная феерия — 2005
- Диплом  и приз  выставки Ребро Евы — 2005
- Лауреатка выставки Кума — 2006 в номинации "Лучший мастер-класс в Интернете"

## Хобби
У Гричановой очень интересное и необычное хобби — она коллекционирует ножницы. Точное количество не знает никто, даже сама владелица всех этих сокровищ, ведь постоянно часть ножниц в работе, или они завалены тряпочками и ниточками. При последней попытке сосчитать их было не менее 300, но коллекция постоянно пополняется, так что на сегодняшний день их наверняка больше полутысячи.